# La Oliva (Sevilla)
La Oliva es un barrio de Sevilla (España), que pertenece al distrito Sur. Está situado en la zona central del distrito. Limita al este con el barrio de Avenida de la Paz; al sur, con los barrios de Las Letanías y Polígono Sur, barrio este último con el que también limita por el oeste y el norte.
La construcción de la barriada data de los años 70.

## Lugares de interés
- Iglesia de Nuestra Señora de la Oliva